# Corbin Burnes
Pour les articles homonymes, voir Burnes.
Corbin Brian Burnes (né le 22 octobre 1994 à Bakersfield, Californie) est un lanceur partant des Orioles de Baltimore de la Ligue majeure de baseball. Burnes a évolué auparavant pour les Brewers de Milwaukee, de 2018 à 2023. Il remporte le trophée Cy Young du meilleur lancer de la ligue Nationale en 2021 et participe trois fois au match des étoiles.

## Carrière

### Brewers de Milwaukee
Les Brewers de Milwaukee sélectionnent Corbin Burnes au 4e tour du repêchage 2016.
Il fait ses débuts en ligue majeure le 10 juillet 2018 face aux Marlins de Miami en tant que lanceur de relève. Il lance deux manches, obtient un sauvetage et retire sur prise Bryan Holaday. Il remporte sa première victoire face aux Dodgers de Los Angeles le 21 juillet 2019. Il termine la saison avec 7 victoires et une moyenne de points mérités de 2,61. 
Corbin Burnes devient lanceur partant en 2021 et participe pour la première fois au match des étoiles. Le 11 septembre 2021, Corbin Burnes et Josh Hader lancent un match sans point ni coup sûr. Il termine la saison avec 11 victoires, 5 défaites et une moyenne de point mérités de 2,43 (meilleure moyenne de la ligue majeure en 2021) et remporte le trophée Cy Young du meilleur lanceur de la ligue Nationale.
En 2022, Corbin Burnes participe de nouveau au match des étoiles et retire 243 batteurs sur prises au cours de la saison (meilleur total de sa carrière). 
En 2023, il participe de nouveau au match des étoiles. Le 10 septembre 2023, il lance huit manches sans point ni coup sûr face au Yankees de New York mais les Brewers perdent le match 4-3 en manches supplémentaires. Il termine la saison avec 10 victoires, 8 défaites et une moyenne de points mérités de 3,39.

### Orioles de Baltimore
Le 1er février 2024, Corbin Burnes est échangé aux Orioles de Baltimore contre l’arrêt-court Joey Ortiz et le lanceur DL Hall.